# Публічна бібліотека Великомихайлівської селищної ради
КЗ «Публічна бібліотека Великомихайлівської селищної ради» — це публічна, культурно-освітня, інформаційна книгозбірня для дорослих та дітей Великомихайлівської селищної громади Роздільнянського району Одеської області.

## Історія

### Створення бібліотеки
Бібліотека бере свій початок з 1921 року. Створено її було на базі сільського клубу, який відкрили саме у 1921 році.
Після заснування бібліотеки, наступною подією стало те, що робітники Одеського заводу ім. Січневого повстання подарували книги, підшивки газет та журналів для бібліотеки. Ось так, почав формуватись книжковий фонд. З 1921 року Гросулівська бібліотека відкрила свої двері для перших відвідувачів, також при бібліотеці працювали чотири передвижки.
До 1924 року кількісний склад фонду становив дві тисячі двісті книг. На той час відвідували бібліотеку двісті п'ятдесят чотири читача.
В 1935 році в с. Гросулове був збудований новий сільський клуб і книгозбірня розмістилась в клубі. Її розташували у Ленінській кімнаті. Йшли роки, змінювалася статистика. На 1941 рік книжковий фонд становив дванадцять тисяч книг.
За роки війни частина фонду була пошкоджена і зіпсована. На жаль, події Великої Вітчизняної війни відобразились жахливо у житті людства, але це не завадило мешканцям Великомихайлівки вже з 1945 року вести початкову роботу, щодо відновлення фонду бібліотеки. Жителі дарували бібліотеці свої книги.

### Розвиток
В 1961 році Велика Михайлівка стала районним центром, в якому функціонували дві бібліотеки для населення. Це були книгозбірні для дорослих і для дітей. На сьогоднішній час збереглися статистичні дані про фонд бібліотеки того періоду. Загальний фонд налічував 21 тисячу книг.

### Центральна бібліотека ЦБС
В 1978 році у районі відбулася централізація бібліотечної системи і бібліотека селища стала центральною районною бібліотекою. З того часу почався відлік нової місії центральної книгозбірні. Вона стала головним наставником і фундаментом для бібліотек — філій, що входили до складу системи. При ЦРБ організувались нові відділи: відділ обслуговування, відділ комплектування та обробки літератури, відділ організації та використання єдиного книжкового фонду та методико-бібліографічний відділ.
При бібліотеці з 1986 року працює клуб «Юність».
У 90 — ті роки бібліотека пережила фінансові труднощі. Тим не менше, ЦРБ продовжувала розвиватися і на сьогодні пишається своїми досягненнями, своїм сьогоденням.
Найкращого розвитку бібліотечного життя бібліотека здобула за 2008—2014 роки. Коли, крім основної бібліотечної, інформаційної, виховної, масової роботи, пріоритетним стало брати участь Всеукраїнських, обласних конкурсах, акціях, літературних марафонах, соціологічних дослідженнях. За останні роки активно впроваджується бібліографічна робота. З квітня 2017 року стартувала робота по впровадженню Універсальної десяткової класифікації в ЦБС. (з 29 березня 2017 року набула чинності Постанова Кабінету Міністрів України від 22.03.2017 № 177 «Про припинення використання в Україні Бібліотечно-бібліографічної класифікації а впровадження Універсальної десяткової класифікації»). Протягом 2017 року була проведена робота з картотеками і каталогами, згідно з новими стандартами: аналітичний опис періодичних видань і систематизація описаних карток велася за класифікаційними таблицями УДК.

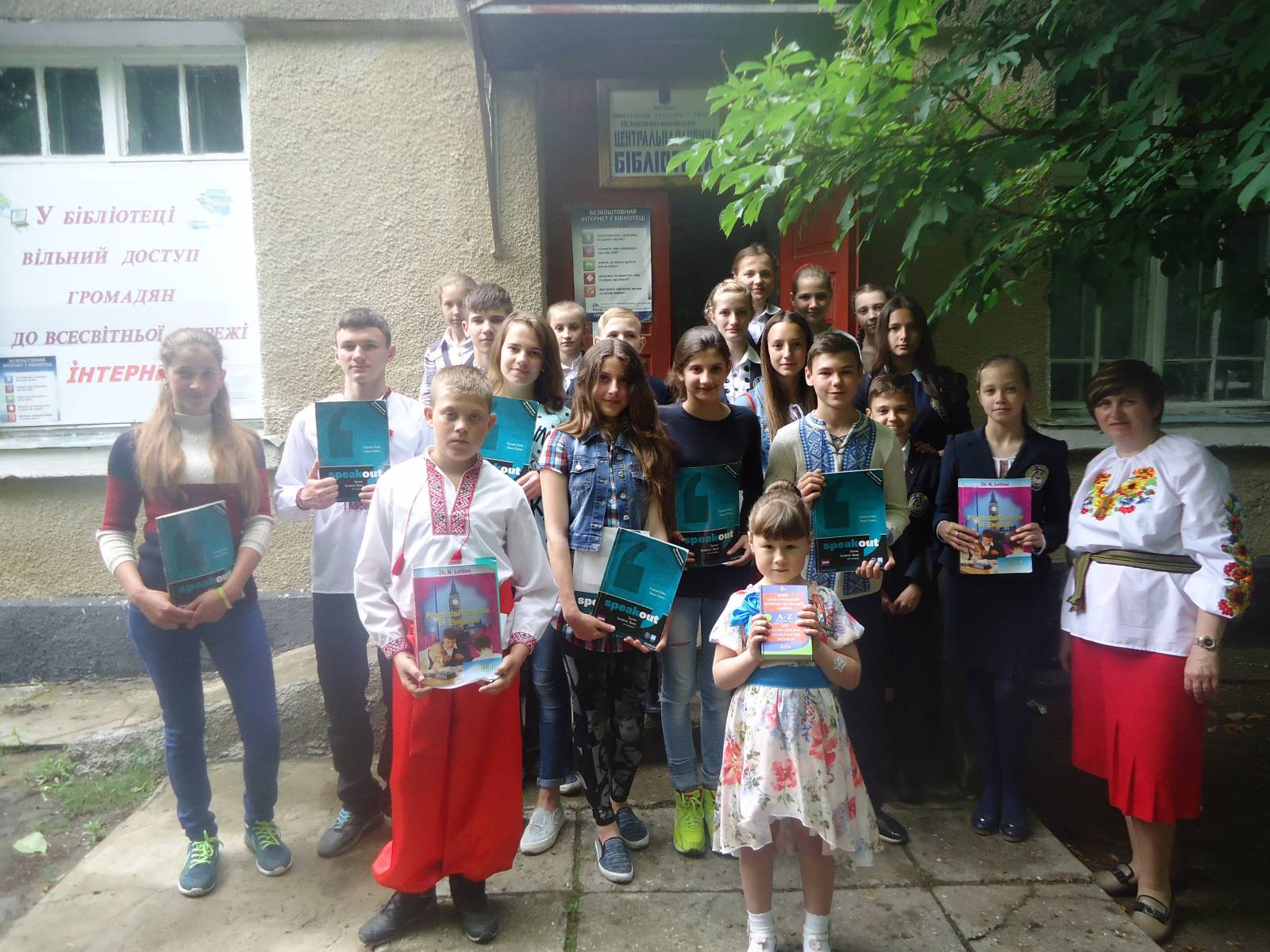
Учасники Всеукраїнського уроку з англійської мови в ЦРБ

Крокуючи в ногу з часом, ЦРБ змінила свій імідж. За 97 років — бібліотека пройшла славний шлях, адже за цей час її користувачами стали декілька поколінь людей. В лютому 2020 року центральну районну бібліотеку було закрито. На її базі створено публічну бібліотеку.

### Великомихайлівська центральна районна бібліотека
Найкращого розвитку бібліотечного життя бібліотека здобула за 2008—2014 роки. Коли, крім основної бібліотечної, інформаційної, виховної, масової роботи, пріоритетним стало брати участь Всеукраїнських, обласних конкурсах, акціях, літературних марафонах, соціологічних дослідженнях. За останні роки активно впроваджується бібліографічна робота. З квітня 2017 року стартувала робота по впровадженню Універсальної десяткової класифікації в ЦБС. (з 29 березня 2017 року набула чинності Постанова Кабінету Міністрів України від 22.03.2017 № 177 «Про припинення використання в Україні Бібліотечно-бібліографічної класифікації а впровадження Універсальної десяткової класифікації»). Протягом 2017 року була проведена робота з картотеками і каталогами, згідно з новими стандартами: аналітичний опис періодичних видань і систематизація описаних карток велася за класифікаційними таблицями УДК.
Бібліотека має зручне розташування, бо знаходяться у центрі селища в приміщенні РБК. Поруч знаходяться Велекомихайлівська РДА, Великомихайлівська районна рада, пам'ятник Т. Г. Шевченку та парк для відпочинку. Двері бібліотеки відкриті для кожного бажаючого мешканця селища, різної вікової категорії /юнацтва, молоді, людей похилого віку/. Крокуючи в ногу з часом, ЦРБ змінила свій імідж. За 97 років — бібліотека пройшла славний шлях, адже за цей час її користувачами стали декілька поколінь людей.
Сьогодні колектив ЦРБ має справу з читачами, які віддають перевагу електронним ресурсам, а саме — інформаційній мережі Інтернет. У 2010 році ЦРБ брала участь у Міжнародному конкурсі «Організація нових бібліотечних послуг з використанням вільного доступу до Інтернету» і творчий проект ЦРБ отримав перемогу. Перемога у цьому конкурсі принесла найкращих результат для громади Великомихайлівщини — це комп'ютери та вільний доступ до мережі Інтернет для чотирьох бібліотек системи: ЦРБ — 5 комп'ютерів, РДБ — 4 комп'ютери, Великоплосківській б/ф — 3 комп'ютери, Цебриківській б/ф для дорослих — 3 комп'ютери.

### Сьогодення
В квітні 2020 року на базі Великомихайлівської центральної районної бібліотеки за рішенням сесії Великомихайлівської селищної ради був створений КЗ «Публічна бібліотека Великомихайлівської селищної ради».
Бібліотека має зручне розташування, бо знаходяться у центрі селища в приміщенні Центру культури та дозвілля. Поруч знаходяться Великомихайлівська РДА, Великомихайлівська районна рада, пам'ятник Т. Г. Шевченку та парк для відпочинку. Двері бібліотеки відкриті для кожного бажаючого мешканця селища, різної вікової категорії /юнацтва, молоді, людей похилого віку/.

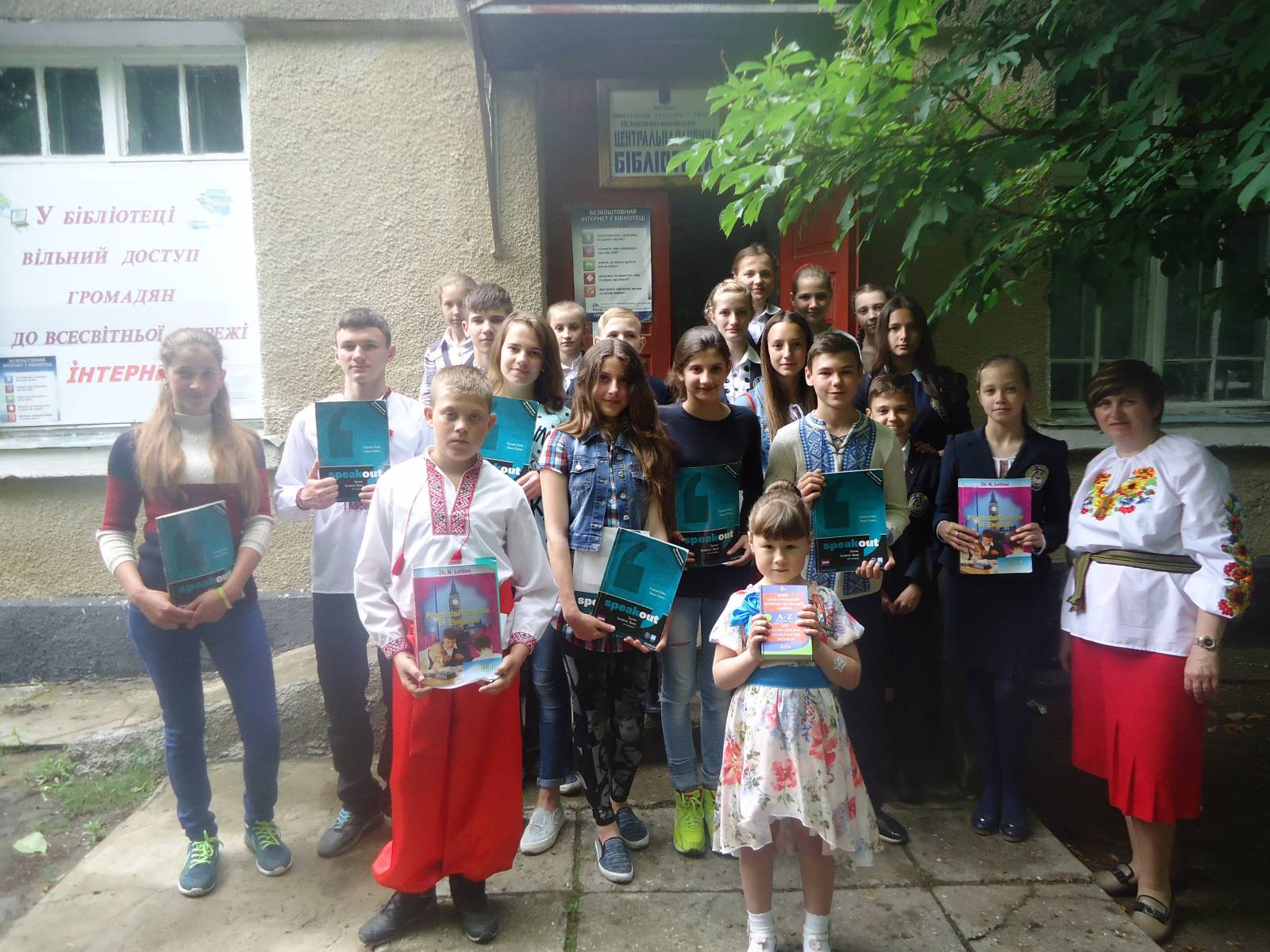
Учасники Всеукраїнського уроку з англійської мови в ЦРБ

Сьогодні колектив ПБ має справу з читачами, які віддають перевагу електронним ресурсам, а саме — інформаційній мережі Інтернет. Після перемоги ще 2011 році у Міжнародному конкурсі «Організація нових бібліотечних послуг з використанням вільного доступу до Інтернету», наш творчий проект отримав перемогу, яка принесла найкращий результат для громади Великомихайлівщини — це комп'ютери та вільний доступ до мережі Інтернет для чотирьох бібліотек системи: відділ обслуговування юнацтва та дорослих ПБ  — 5 комп'ютерів, відділ обслуговування дітей та КДЧ ПБ  — 4 комп'ютери, Великоплосківській б/ф — 3 комп'ютери, Цебриківській б/ф для дорослих — 3 комп'ютери.

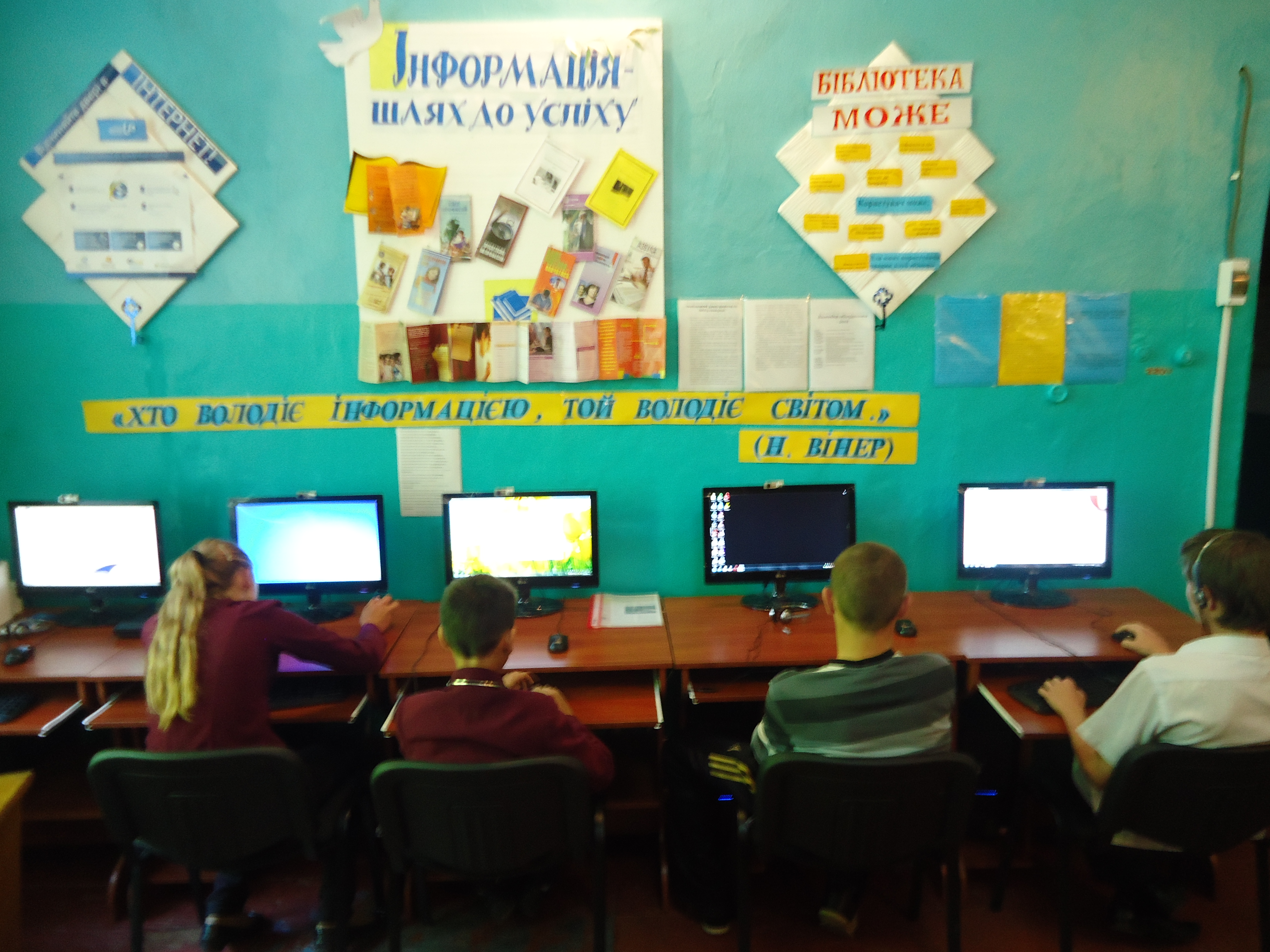
Інтернет-центр відділу обслуговування юнацтва та дорослих

## Відділи

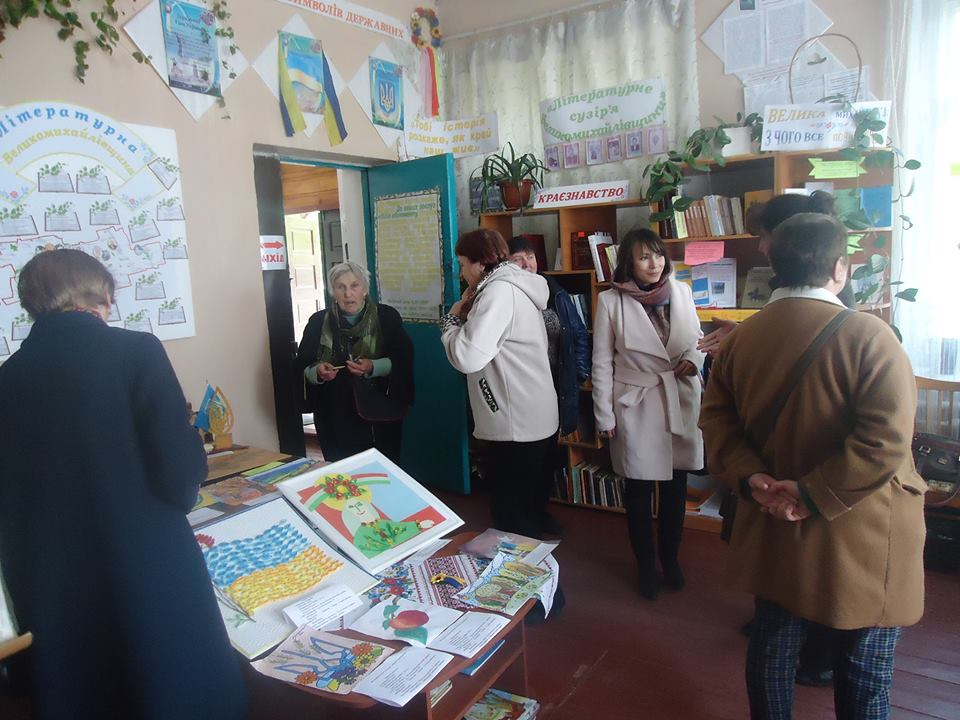
Огляд конкурсних робіт в центральній районній бібліотеці (Обл.конкурс «Наша спадщина»)

Роботу КЗ «Публічна бібліотека» сьогодні забезпечують:

### Відділ обслуговування дорослих та юнацтва
Є структурним підрозділом ПБ, знаходиться в підпорядкуванні і працює під керівництвом директора ПБ. Робота відділу проводиться у ПБ згідно з Статутом. Провідний бібліотекар відділу обслуговування складає перспективні та річні плани роботи, проводить щоквартально статистичні звіти, проводить масову та індивідуальну роботу з дорослими читачами та юнацтвом.

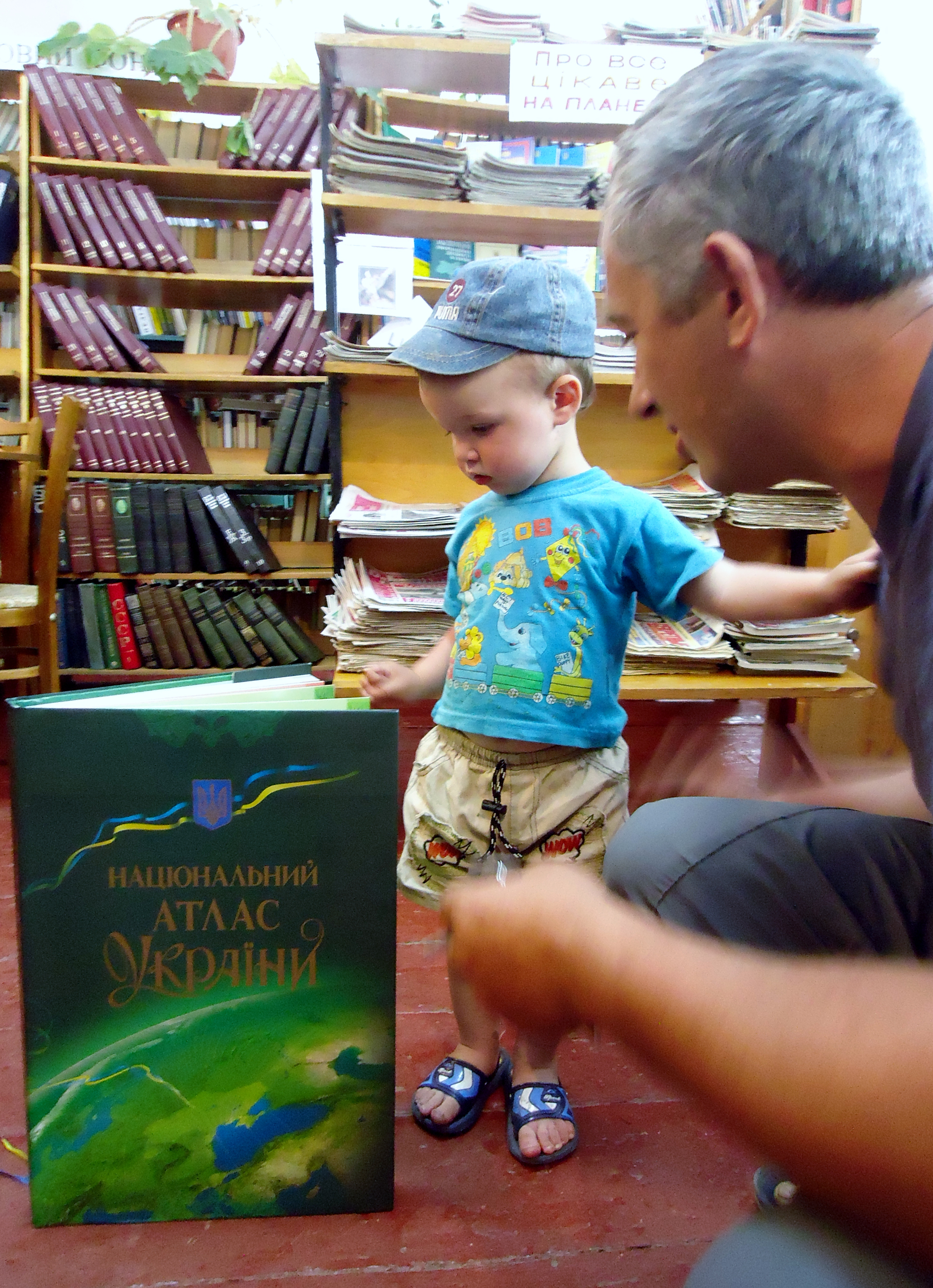
Через книгу в світ пізнання

#### Абонемент
забезпечує відкритий доступ до книжкового фонду та фонду краєзнавчої літератури. У відділі обслуговування ведеться довідково — бібліографічний апарат, який включає довідково — інформаційний фонд та систему каталогів та картотек.

#### Читальна зала ПБ
є структурним підрозділом, метою діяльності якого є повне та оперативне задоволення інформаційно-бібліотечних потреб користувачів з використанням сучасних інформаційних технологій. Бібліотечний фонд читального залу складають документи з різних галузей знань. До періодичних видань читачам надається відкритий доступ. У читальній залі представлена література та періодика з різних галузей знань: суспільних наук, історії, філософії, права, природничих та гуманітарних наук, чималий фонд довідкових видань.

#### «Інформаційний Інтернет— центр»

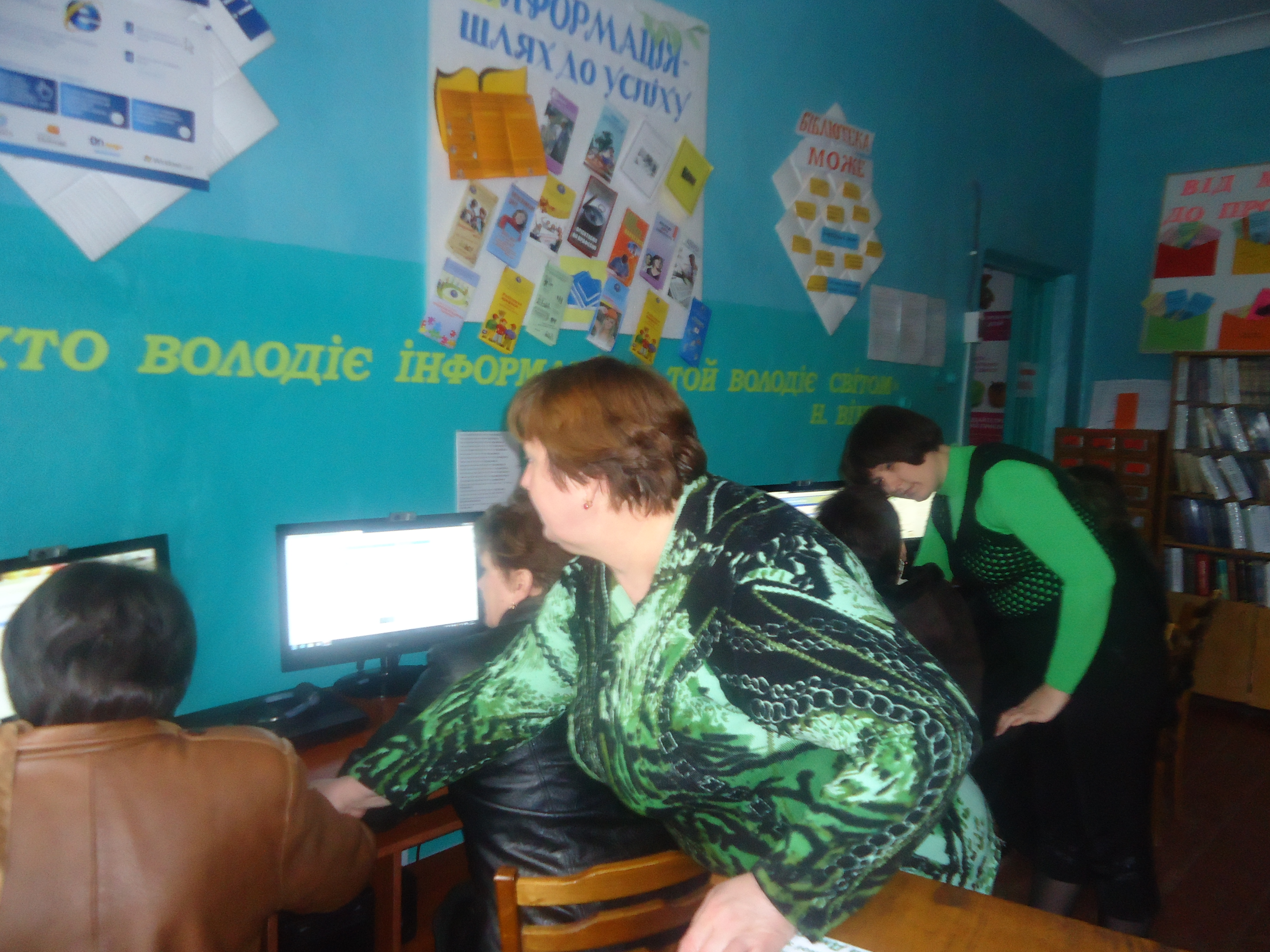
Заняття для бібліотекарів системи

Працює в читальній залі. Для членів громади діє «Публічний центр регіональної інформації», основне завдання якого — акумуляція всіх інформаційних матеріалів про регіон.
Підрозділи надають бібліотечно-бібліографічні та довідково-інформаційні послуги, організовують масові заходи: круглі столи, літературні вечори, зустрічі з творчими людьми, Дні інформації, презентації книг, виставки та перегляди літератури, відео-перегляди, цикл бесід, уроки історії.

### Великомихайлівська бібліотека-філія для дітей
Публічна, культурно-освітня, інформаційна книгозбірня для дітей та керівників дитячого читання.

#### «Інформаційний Інтернет— центр»
Працює в відділі обслуговування учнів 5-9 класів

## Клуби та гуртки відділу обслуговування дітей та КДЧ
Для більш ширшого залучення читачів — дітей до бібліотеки організовано гурток та клуби за інтересами. З гуртківцями та членами клубів проводяться заняття та засідання згідно річного плану за різними темами.

### Клуб «Подвиг»
В районній дитячій бібліотеці з 1995 року при відділі 5-9 класів організовано клуб «Подвиг», членами клубу є учні 6-7 класів, засідання членів клубу проходять на героїко-патріотичну тематику.

### Клуб «Профінформ»
Також при відділі 5-9 класів РДБ з 2012 року організовано клуб «Профінформ», членами якого є учні 8-9 класів. Теми засідань клубу «Профінформ» розраховані на два роки, під час засідань учні знайомляться з сучасним світом професій, проводяться анкетування та тестування під час яких визначаються професійні нахили респондентів. Проводяться зустрічі з фахівцями різних професій та організовуються екскурсії до організацій та установ районного центру.

### Школа «Ввічливість»
При відділі 1-4 класів з 2003 року працює «Школа „Ввічливість“» членами школи є учні 3-4 класів, заняття проходять на тематику естетичного виховання. Під час занять гуртківці вчаться правилам гарної поведінки, гарним манерам. Заняття плануються так, щоб вони були завжди цікавими і корисними, серед них тести, вікторини, ігри.

## Участь у культурному житті району

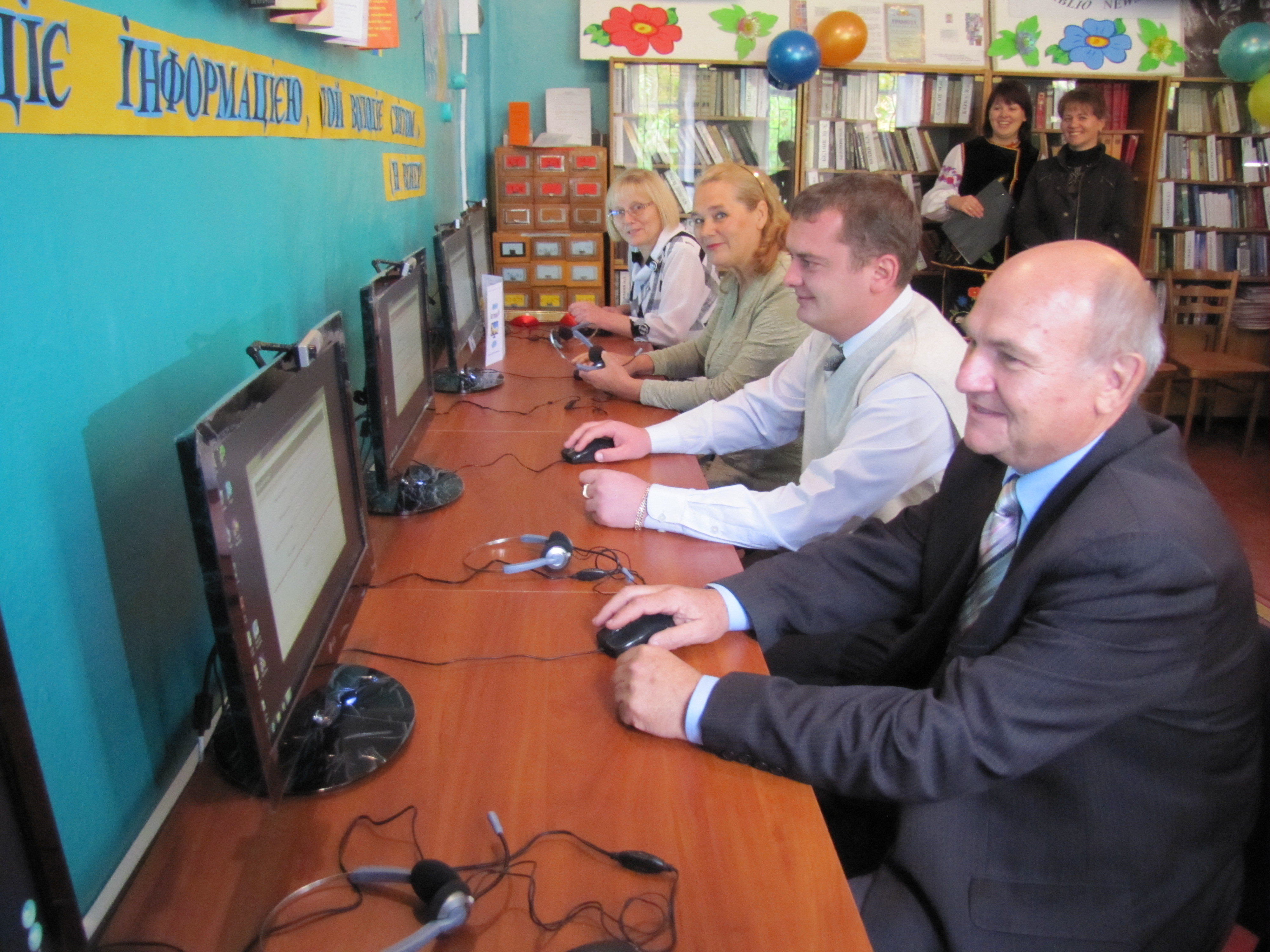
Відкриття «Інтернет-центру» в Великомихайлівській ЦРБ

### 2012 рік
- Творчий проект «Обираючи професію, я обираю своє майбутнє 2012—2013»
- Участь у конкурсі «Сучасна бібліотека йде в люди» програми «Бібліоміст».
- Регіональне соціологічне дослідження «Молодий читач: ефективність форм залучення до бібліотеки»: вивчення відношення юнацтва та молоді до бібліотеки, переваг, що відають читачі тому чи іншому виду обслуговування, а також видам масових заходів та клубної роботи.
- Презентація книги В. М. Скавроніка: «Приречений на життя», день інформації проведено в РБК, присутні учні та мешканці населеного пункту.
- Для покращення рекламно — іміджевої діяльності ЦРБ був створений блог Великомихайлівської центральної районної бібліотеки. Перші інформаційні матеріали були завантажені 3 квітня 2012 року.

### 2013 рік

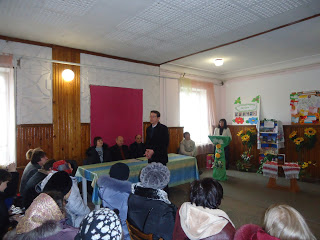
Великомихайлівська ЦРБ проводить презентацію книги «Великоплоское. С верой скозь века»

- Участь у Всеукраїнському конкурсі буктрейлерів «І оживають герої на екрані у рекламі», творча робота ЦРБ посіла ІІІ місце на обласному рівні.
- Участь у конкурсі «Маркетинг і реклама в бібліотеках» та «Кінофест» програми «Бібліоміст».
- На базі ЦРБ, у читальній залі, відбулася прес — конференція за темою «Бібліо — ресурси „сучасних бібліотек“ в ЦБС» в рамках виконання Міжнародної програми «Бібліоміст». За участю сучасних бібліотек системи (переможці Всеукраїнського конкурсу «Організація нових бібліотечних послуг з використанням вільного доступу до Інтернету»).
- 2013 року у залі РБК відбулася презентація історико — краєзнавчої книги "Великоплоское. С верой сквозь века ". Це перша книга істориків за фахом Долгової Н. О. і Долгова В. В.
- Засідання круглого столу «Бібліотечний олімп» в рамках програми «Бібліоміст»(сучасні бібліотеки звітували про проведену результативну роботу за творчими проектами.
- Створено сайт Великомихайлівська ЦБС.

### 2014 рік

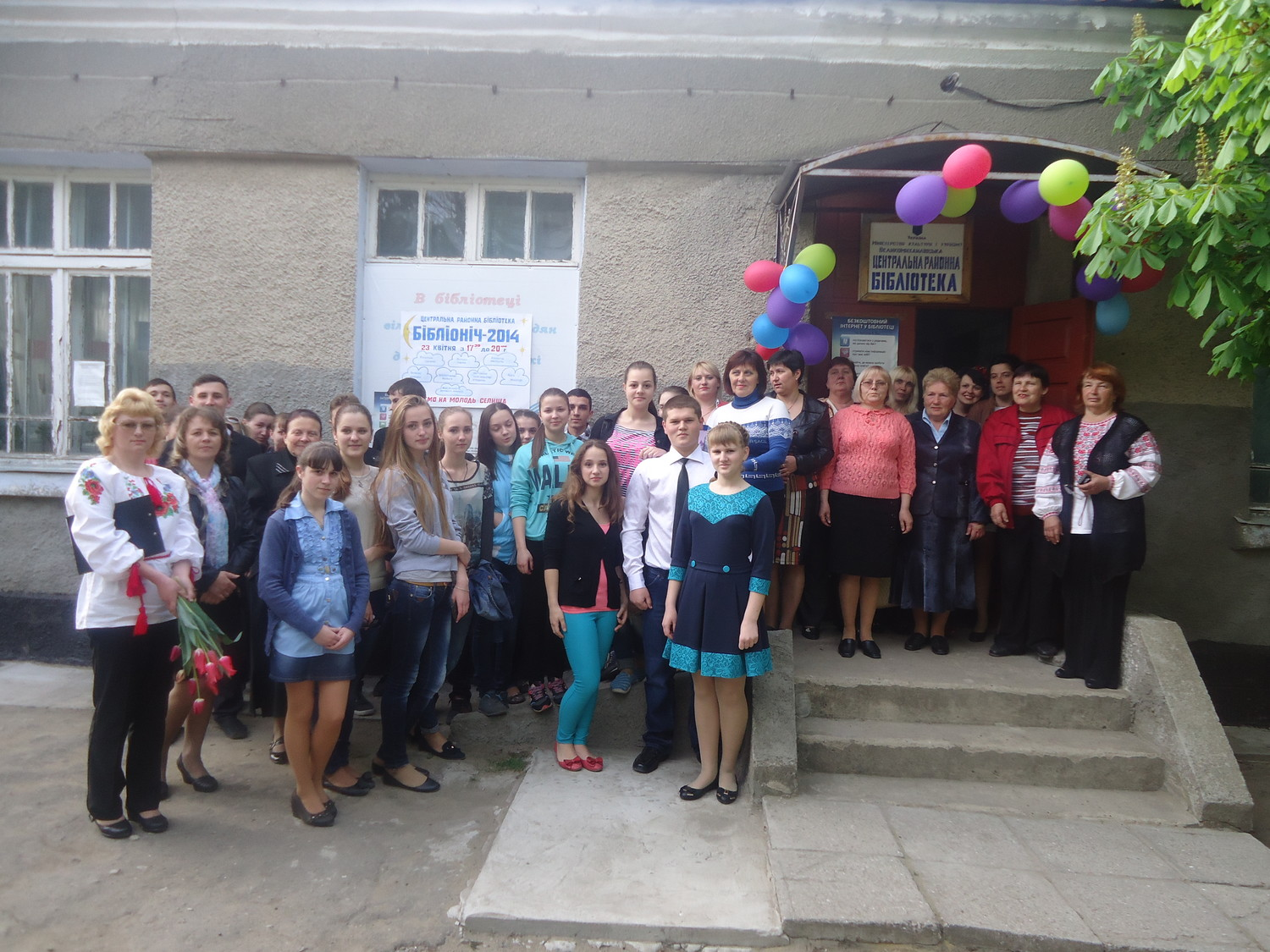
Участь Великомихайлівської ЦРБ у Всеукраїнській акції «Бібліоніч»

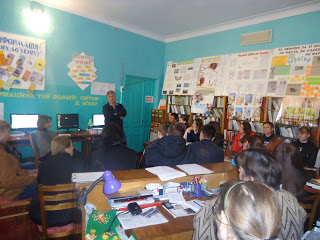
Активну участь у заході для молоді в Великомихайлівській ЦРБ прийняв лікар акушер — гінеколог Великомихайлівської ЦРЛ С. І. Курбатов

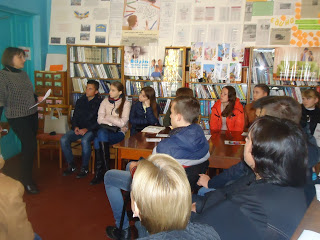
Захід для молоді в Великомихайлівській ЦРБ за участю провідного спеціаліста Великомихайлівського районного центру соціальних служб для сім'ї дітей та молоді С. Д. Буковської

- Участь у обласному огляді-конкурсі 2014 року «Кроки визволення — кроки до Великої Перемоги: спільна пошукова і популяризаторська робота бібліотек, музеїв, клубних закладів (до 70-річчя визволення Одещини від фашистських загарбників»;
- У обласному віртуальному фестивалі відео презентацій про бібліотеку «Завітай до бібліотеки — не пожалкуєш!». Розробка відео — проекту «Золотий місток життя — бібліотека і „Я“» була завантажена на сайт «You Tub». Центральна районна бібліотека брала участь у Всеукраїнській акції «Бібліоніч» (23 квітня) і колектив ЦРБ підготовив відео матеріал про нетрадиційний захід у бібліотеці «Бібліоніч 1» за темою «Можливості бібліотеки щодо просування читання серед підростаючого покоління: сучасний підхід» (відео завантажено на сайт «You Tub» 5 листопада);
- Участь у регіональній акції — презентацій до Дня родини та 20 –ї річниці Міжнародного року сім'ї «Роде наш красний — роде наш прекрасний». У рамках цієї акції для читачів юнацького віку було родинне свято «Дерево міцне корінням, а людина — родом» (23 травня).
- Участь ЦРБ у Всеукраїнській акції «Бібліоніч» 23 квітня 2014 року, ввечері у ЦРБ — уперше проведено соціально — культурну Всеукраїнську молодіжну акцію бібліоніч «Книгою призначена зустріч». Мета, якої була заохочення юнацтва та молоді до читання, розвиток нових форматів дозвілля, розкриття можливостей та потенціалу книгозбірень.
- Наймасовіший захід року: 23 травня, у Великомихайлівському БК була презентація творчості братів — Віктора та Володимира Скавроніків «Тепло своїх долонь, і розуму, і серця я Україні милій віддаю», яку організували і провели колективи ЦРБ, БК та керівник літературної студії «Джерело слова» — Райковська О. В.

### 2015рік
- Регіональне соціологічне дослідження «Клуби за інтересами у бібліотеці: актуально чи ні?» Метою дослідження: аналіз діяльності клубів (об'єднань) за інтересами у бібліотеках ЦБС, які працюють з юнацтвом та молоддю. Вивчення актуальності таких об'єднань для популяризації бібліотеки, читання та розвитку творчих здібностей молодої людини. Аналіз тематики клубів за інтересами.
- Всеукраїнське соціологічне дослідження «СТАВЛЕННЯ МОЛОДІ ДО УЧАСТІ У ВОЛОНТЕРСЬКІЙ ДІЯЛЬНОСТІ». В сучасних умовах проблема волонтерства молоді набуває особливої ваги і значення.
- Завдяки ініціативності наших земляків — краєзнавців Володимира та Віктора Скавроніків відбулася плідна співпраця з працівниками Інституту зоології НАН України ім. І. І. Шмальгаузена над історико — краєзнавчою книгою про Великомихайлівщину. І, як результат взаємодії та співпраці з Інститутом зоології НАН України ім. І. І. Шмальгаузена було передано в дарунок Центральній районній бібліотеці примірник двохтомної «ЧЕРВОНОЇ КНИГИ УКРАЇНИ» останнього видання. Цей дарунок адресовано населенню Великомихайлівського району з нагоди ювілейних дат — 200 — літній ювілей сіл: Юрашеве, Новосавицьке, Чапаєве, Василівка, Кучурган, Малозименове, Муратове, Стоянове, Соше — Острівське, у форматі користування цінними книгами у читальній залі, без права видачі читачам за межі бібліотеки з метою унеможливлення її пошкодження, знищення чи, навіть, викрадення.
- Участь у Всеукраїнській акції «Бібліотека українського воїна».

### 2016 рік
- 20 липня 2016 року в Великомихайлівської центральної бібліотеці для дорослих в читальній залі відбулася консультація по правовій освіті «Ти маєш право…» Роздільнянським місцевим центром з надання безоплатної вторинної допомоги". Проводилася консультація юристами центру: Кулішовою Т. В., Ібрічук К. В. по таким напрямкам: По закінчення консультації відбулося нагородження переможниці конкурсу малюнків на тему: «Я знаю свої права»: за III місце — Іванової Ірини /10 років/.
- Презентація книги В. Ф. Первухина: «Стихи мои! Спокойно расскажите про жизнь мою…», день інформації проведено в ЦРБ, присутні бібліотекарі, представники будинку дитячої творчості, завідувач музею, журналіст районної газети.
- 22 квітня «Бібліосутінки» під гаслом «Високі виміри духовності». За планом були проведені: година духовності з настоятелем Великомихайлівського храму — благочинним протиієреєм о. Миколаєм; народознавча година «Світле Воскресіння Христове» з Бережною Валентиною Миколаївною методистом по народній творчості МЦ РВК; квест з народознавства «Українські Великодні традиції» за участі колективу ЦРБ, учнів — читачів 9-А класу та керівника літературної студії «Джерело слова» Лунгу Вікторії Павлівни. / Про захід була публікація «Високі виміри духовності» від учнів 9-А класу Великомихайлівської ЗОШ № 1 у районній газеті «Єдність» № 33 від 14.05.2016 р./.

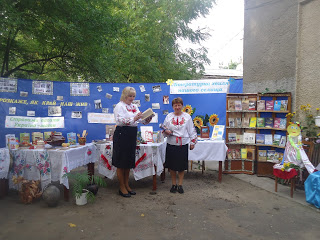
Участь Великомихайлівської ЦРБ у святкуванні 220-річниці селища Велика Михайлівка

- 1 жовтня ЦРБ брала участь у заходах, які були присвячені ювілею рідного селища — 220 — тій річниці Великої Михайлівки. Для відвідувачів «ДивофолькАrtпарку» бібліотекарі ЦРБ презентували бібліотечний ексклюзив — ювілейні експозиції у «ДивофолькАrtпарку». Особливим було те, що цього дня Великомихайлівська центральна районна бібліотека святкувала 95- ти річний ювілей. Колектив ЦРБ, РДБ творчо попрацював над тим, щоб в ювілейний день рідного селища гідно та у цікавій формі представити краєзнавчий арсенал, яким володіє наша бібліотека. Це фото виставки «Тобі історія розкаже, як край наш жив», «Бібліотека крізь призму часу»; книжкові виставки «Велика Михайлівка: з чого все починалось?», «Літературна хвиля Великомихайлівщини», «Стравами багата Україна — мати», «У звичаях традиціях народу ти душу України впізнаєш» та експозиція, яка в незвичній формі представляла одну із самих більших книг ЦРБ «Атлас України» — у ролі українського козака та одна із самих незвичайних книг «Українська народна кухня» — у ролі україночки. Ці книги були родзинкою для відвідувачів, адже було чи мало бажаючих з фотографуватися на згадку. Біля пізнавальних зупинок були активні обговорення, відвідувачі ділилися враженнями та відстежували все те, що сподобалось на власні фотоапарати, сучасні мобільні телефони. Найприємнішими враженнями для бібліотекарів було те, що цього дня мала місце увага та цікавість до інформаційних матеріалів почесних гостей ювілейного свята, голів РДА: Березівського р-ну В. В. Лозового, Захарівського р-ну Д. І. Франчука, голови районної ради В. А. Думітрашка, голови Красноокнянскої районної ради В. Г. Ткача, депутата ООР М. М. Дерев'янко, О. А. Вітряного, голови Великомихайлівської РДА В. В. Слидзюка, заступника голови РДА В. І. Рисякова, голови Великомихайлівської районної ради К. М. Лаптієнко, головного лікаря Великомихайлівської РЦЛ І. В. Антощука, начальника відділу освіти, культури і туризму Великомихайлівської ОТГ Кустола О. І., директора БДЮТ Н. І. Чернецької; від краєзнавців — родини Долгових; від самодіяльного письменника поета Скавроніка В. М., від творчого колективу ансамблю Великомихайлівського РБК «Калинонька» та багатьох друзів, партнерів ЦРБ. Надзвичайним було те, що в ювілейний день, для Великомихайлівської ЦРБ народний депутат України Ківалов С. В. урочисто подарував нову літературу з правознавства директору Великомихайлівської ЦБС Л. М. Бабінчук. Цей презент — унікальна колекція юридичної літератури від ректора Юракадемії Ківалова С. В., яка дуже необхідна для ЦРБ та жителям Великомихайлівського р-ну. Всі події та заходи 01.10.2016 року будуть занотовані у сучасних сторінках Великомихайлівської центральної районної бібліотеки та висвітлені на сайті ЦБС у рубриці «Події» та у Фейсбуці. (Про святкування 220 — ї річниці селища Велика Михайлівка була публікація «Многая літа, рідне селище» у районній газеті «Єдність» від № 74 від 8 жовтня).
- 2 грудня — засідання круглого столу «З чого все починалося: 01.12.1991 року — референдум на підтвердження Акта проголошення незалежності України- 25 років незалежності України».
- Участь у Всеукраїнській акції «Бібліотека українського воїна».

### 2017 рік

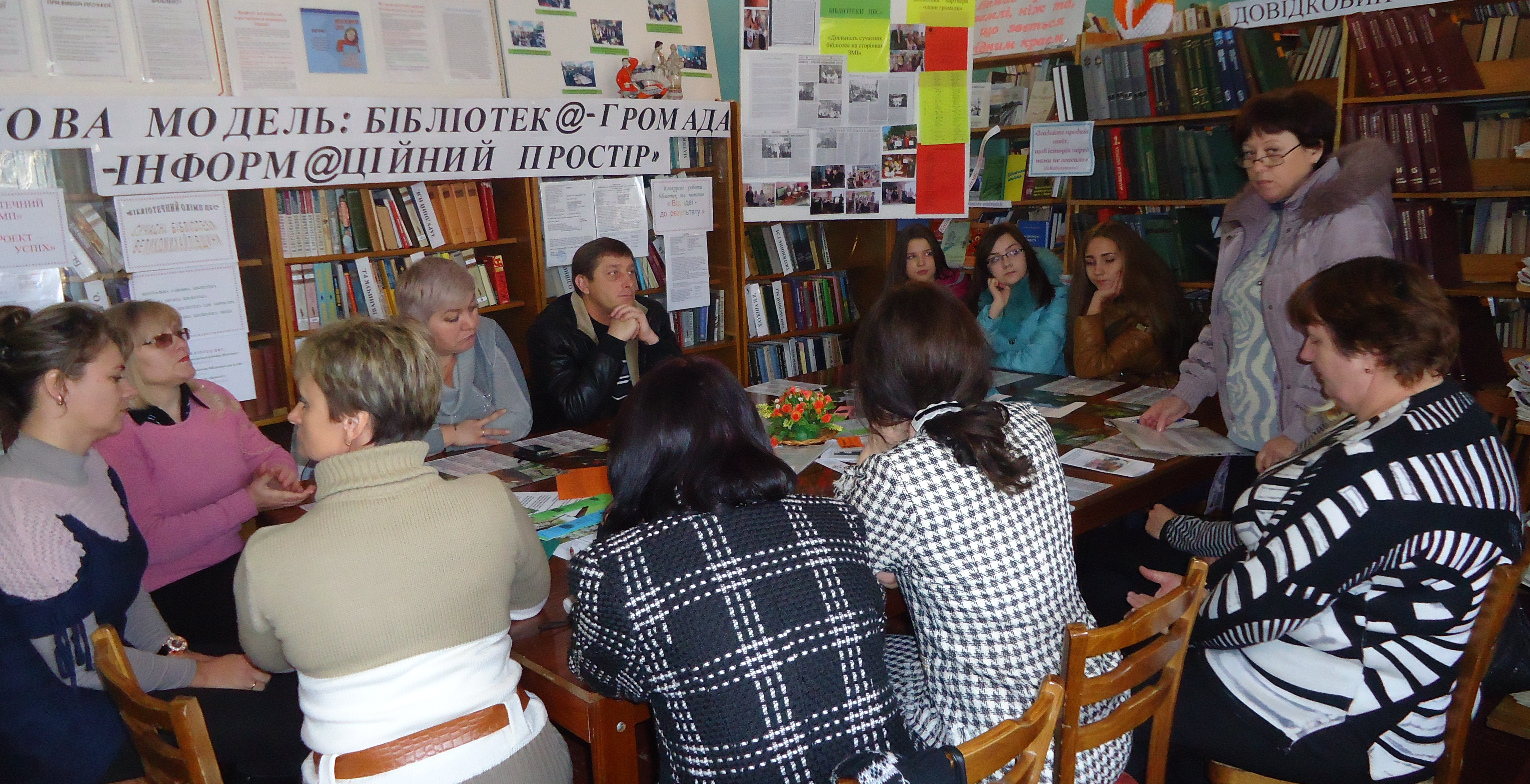
Засідання круглого столу в центральній районній бібліотеці

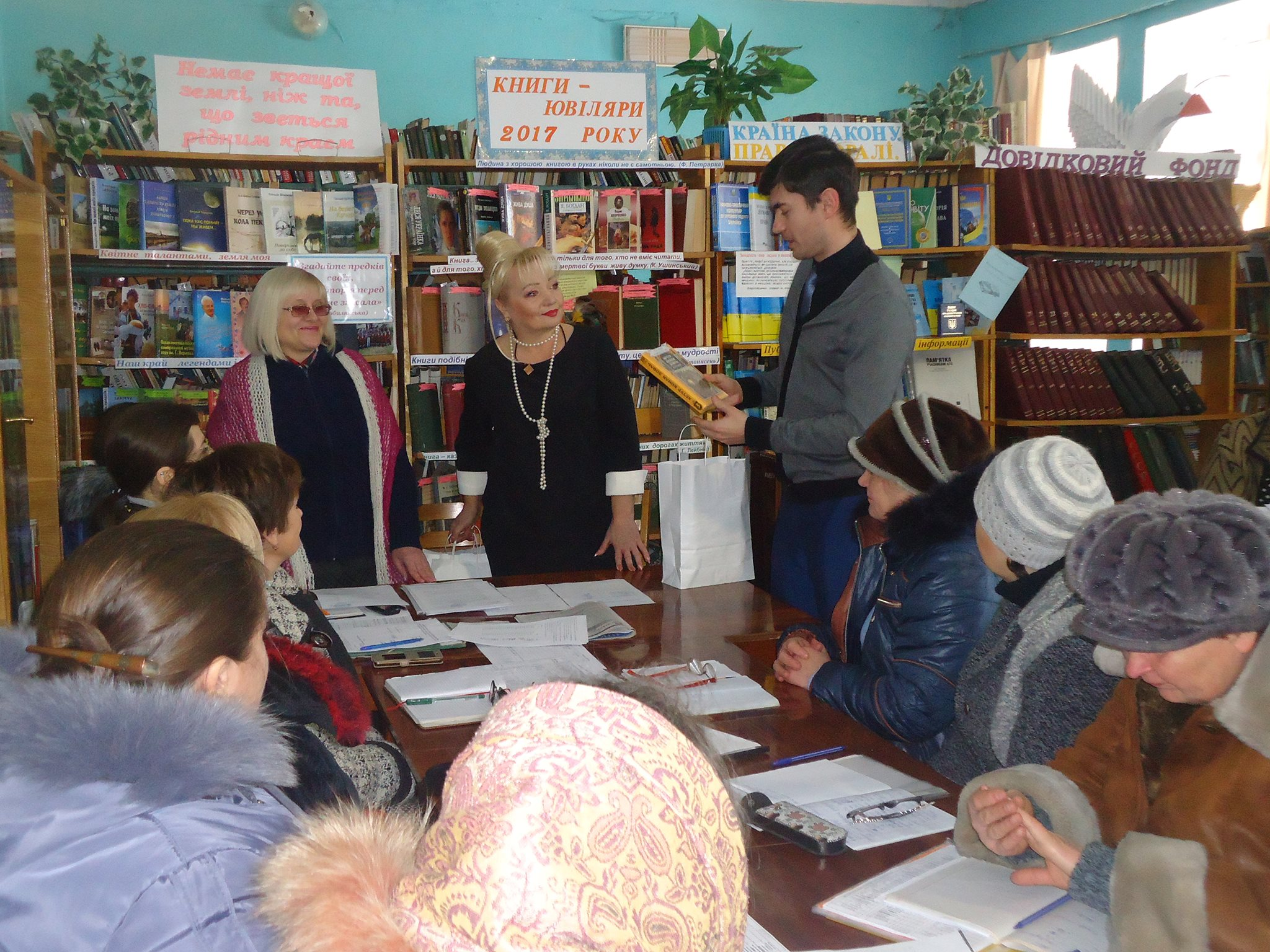
Участь в семінарі працівників бібліотек голови районної ради К. М. Лаптієнко та голови Великомихайлівської РДА В. В. Слідзюка

- ЦРБ була нагороджена дипломом ІІІ ступеня за перемогу в обласному огляді — конкурсі «Спільна просвітницька і популяризаторська діяльність бібліотек, клубних закладів і музеїв області, як шлях патріотичного виховання» у номінації «Виховання любові до рідного краю, народних традицій, природи, фольклору».
- Презентація книги нової книги Долгова О. В. та Долгової Н. О. «Сторінками історії Великомихайлівського району» проведено в ЦРБ, присутні учні та мешканці населеного пункту.
- 7 квітня «Бібліосутінки» в ЦРБ — «Мій край — моя історія жива» (соціокультурні заходи в рамках Всеукраїнської акції «Бібліоніч») під гаслом «Назавжди запам'ятай — БЕРЕЖИ свій рідний край! Це твоя земля, країна, рай батьківський — БАТЬКІВЩИНА». На заходах були учні 9 — го класу Великомихайлівської НВК «ЗОШ І-ІІІ ступенів — дитячий садок» та вчитель історії Коземерчук О. М. Гостями були історики — краєзнавці Долгові Володимир Вікторович та Олександр Володимирович. За програмою проводилися краєзнавчий квест «Мій край — моя історія жива», презентація краєзнавчої книги «Сторінками історії Великомихайлівського р- ну», «Літературної карти Великомихайлівщини» і краєзнавчих книг — ювілярів 2017 року.
- 27 квітня в ЦРБ створено жіночий клуб «Гармонія». Клуб спрямовує свої зусилля для вивчення та збереження народних традицій, оберегів, інших добрих справ, сприяння задоволенню різноманітних духовних та культурних потреб жінок та популяризації духовної та культурної спадщини українського народу, кращих українських та зарубіжних літературних, мистецьких, музичних творів, з метою спілкування на основі спільності інтересів, захоплень спільною діяльністю, сприяння до активної участі у змістовному відпочинку, захисту прав та інтересів всіх своїх членів.

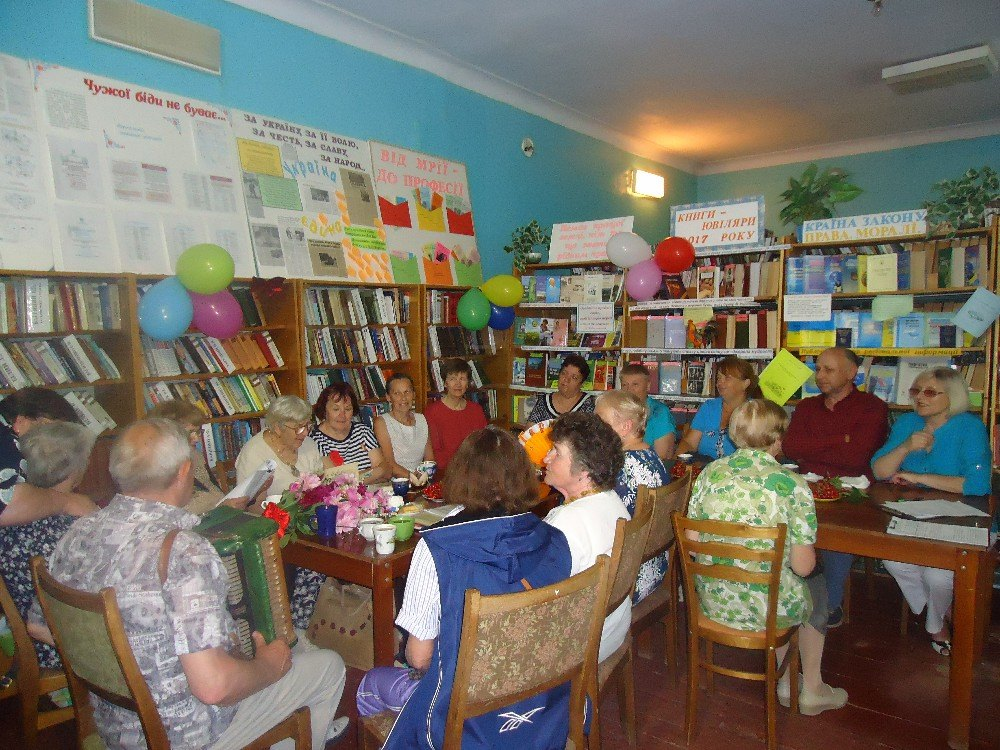
Засідання клубу «Гармонія» в Великомихайлівській ЦРБ

- 18.05 свято національної єдності у рідному селищі — День вишиванки. Під час свята бібліотекарі презентували інформаційний плакат «Таємничі коди предків» та літературу, цікаві журнали із книжкової виставки «Читаємо вишиванку, як книгу».
- 23 серпня відбулася презентація етно — майданчика у ЦРБ «У моєму серці — Україна». До Дня Державного Прапора України та Року української революції 1917—1921років для відвідувачів були представлені ілюстративно-книжкові виставки «Віхи становлення Незалежності України», «Видатні українці», «Крізь призму років — події Української революції 1917—1921 років», «Україна — це територія гідності і свободи», «З Україною в серці: Україна в творчості самодіяльних поетів та письменників Великомихайлівщини», «АТО — стражденна доля сучасної України», «Хоробрі серця» (публікації з районної газети «Єдність»). Також біля пам'ятника Т. Г. Шевченку бібліотекарі ЦРБ провели опитування «Яке в вашому баченні майбутнє України?»; 28 вересня була краєзнавча мандрівка «Як у нас на Україні» для юнацтва (учні 10 класу Великомихайлівського НВК «ЗОШ І-ІІІ ст.- дитячий садок» /класний керівник Яворська Світлана Іванівна/).
- Участь у ВСЕУКРАЇНСЬКІЙ АКЦІЇ «МАКИ ПАМ'ЯТІ». Бібліотекарі ЦРБ долучилися до акції напередодні Днів пам'яті та примирення, які присвячені пам'яті жертв Другої світової війни, виготовляючи стилізовані червоні маки із кольорового паперу, атласної тканини. Бібліотекарі Великомихайлівської ЦРБ вже мають певний досвід, як у творчій атмосфері можуть бути виготовлені червоні маки із кольорового паперу, атласної стрічки.
- Участь у Всеукраїнській акції «Етнографічне намисто Одеського краю».
- Участь у Всеукраїнській акції «Бібліотека українського воїна».
- До Новорічних свят бібліотекарі Великомихайлівської ЦРБ провели благодійну акцію «Назустріч миру» для підтримки земляків, які боронять кордони нашої держави на Сході. Активні члени читацького клубу ЦРБ «Гармонія» закупили для воїнів — земляків солодощі, каву, чай, товари першої необхідності, зібрали теплий одяг. Учні Великомихайлівської опорної школи малювали для воїнів малюнки, писали листи. Всі подарунки були зібрані в три великі посилки. Одну вручили воїну — земляку О. Пилипенку перед поїздкою на схід України, а дві інші переслали поштою. Долучились до благодійної акції депутат районної ради Ігор Завада та підприємці — волонтери Галина і Михайло Волкові. За час проведення акції кожен бажаючий зміг відкрити своє велике серце і проявити чуйність, турботу до наших захисників. (Про благодійну акцію в ЦРБ є публікація «Назустріч миру» Л. Бабінчук в районній газеті «Єдність» № 100-101 від 22 грудня).

### 2020 рік
В лютому місяці Великомихайлівську центральну районну бібліотеку було закрито. А в травні 2020 року на її базі був створений КЗ «Публічна бібліотека Великомихайлівської селищної ради» Одеської області. Творчий проект «Обираючи професію, я обираю своє майбутнє 2012—2020».